# Pontis
Pontis – miejscowość i gmina we Francji, w regionie Prowansja-Alpy-Lazurowe Wybrzeże, w departamencie Alpy Górnej Prowansji.

## Demografia
Według danych na rok 1990 gminę zamieszkiwały 44 osoby, a gęstość zaludnienia wynosiła 3 osoby/km². W styczniu 2015 r. Pontis zamieszkiwały 84 osoby, przy gęstości zaludnienia wynoszącej 5,7 osób/km².